# Vienne (departement)
Vienne är ett departement i regionen Nouvelle-Aquitaine i västra Frankrike. Vienne var ett av de ursprungliga 83 departementen som skapades efter den Franska revolutionen. I den tidigare regionindelningen som gällde fram till 2015 tillhörde Vienne regionen Poitou-Charentes. Huvudort är Poitiers. Departementet har fått sitt namn efter floden Vienne.

## Kommuner i Vienne
- Lista över kommuner i departementet Vienne
- Angliers
- Poitiers